# Gmina Greve
Gmina Greve (duń. Greve Kommune) jest jedną z gmin w Danii w regionie Zelandii (do roku 2007 w okręgu Roskilde Amt). 
Siedzibą władz gminy jest Greve Strand. 
Gmina Greve została utworzona 1 kwietnia 1970 na mocy reformy podziału administracyjnego Danii. Kolejna reforma w roku 2007 potwierdziła status gminy.

## Dane liczbowe
- Liczba ludności: (♀ 23 560 + ♂ 24 111) = 47 671
  - wiek 0-6: 9,3%
  - wiek 7-16: 14,6%
  - wiek 17-66: 66,8%
  - wiek 67+: 9,4%
- zagęszczenie ludności: 794,5 osób/km²
- bezrobocie: 4,3% osób w wieku 17-66 lat
- cudzoziemcy z UE, Skandynawii i USA: 146 na 10.000 osób
- cudzoziemcy z krajów Trzeciego Świata: 325 na 10.000 osób
- liczba szkół podstawowych: 13 (liczba klas: 294)